# 基格南
基格南（法語：Kignan），是馬里的城鎮，位於該國南部，由錫卡索區的錫卡索省負責管轄，面積646平方公里，海拔高度402米，2009年人口33,962，人口密度每平方公里53人。